# Lycaena lyrnessa
Lycaena lyrnessa är en fjärilsart som beskrevs av William Chapman Hewitson 1874. Lycaena lyrnessa ingår i släktet Lycaena och familjen juvelvingar. Inga underarter finns listade i Catalogue of Life.